# جول ميشليه
جول ميشليه (بالفرنسية: Jules Michelet)‏ (21 أغسطس 1798 - 9 فبراير 1874) هو مؤرخ فرنسي وكاتب. وُلد في باريس لعائلة ذات تقاليد هوغونوتية.
كان جول ميشليه، في مؤلفه لعام 1855 بعنوان تاريخ فرنسا، أول مؤرخ استخدم وعرَّف كلمة عصر النهضة (ومعناها بالفرنسية «الولادة الجديدة») كفترة تمثل، في التاريخ الثقافي الأوروبي، ابتعادًا جذريًا عن العصور الوسطى (التي كان يمقتها)، منتجة فهمًا عصريًا للإنسانية ومكانها في العالم. ذكر المؤرخ فرانسوا فوريه أن كتابه تاريخ الثورة الفرنسية (1847) لا يزال «حجر الزاوية في كل التأريخ الثوري، ويُعد كذلك من الآثار الأدبية». أكد أسلوبه الحِكمي على نزعته الجمهورية المعادية لرجال الدين.

## أوائل حياته
كان والده ماهرًا في الطباعة، وقد ساعده جول في أعمالها. عُرض عليه العمل في مكتب الطباعة الملكي، لكن والده كان قادرًا على إلحاقه بكلية شارلمان الشهيرة، حيث أظهر تميزه. اجتاز الامتحان الجامعي في عام 1821، وسرعان ما عُين أستاذًا للتاريخ في كوليج رولين.
تزوج بعد ذلك بوقت قصير، وذلك في عام 1824. كانت هذه واحدة من أزهى الفترات بالنسبة للعلماء ورجال الأدب في فرنسا، وكان لميشليه مناصرون أقوياء كآبل فرانسوا فيليمان وفيكتور كوزان، وغيرهم. كان ميشيل، في المقام الأول، ورغم كونه سياسيًا متعصبًا (إذ تبنى أيديولوجيا الجمهوريانية منذ طفولته، بجانب مجموعة مختلفة من أفكار الفكر الرومانسي الحر)، مؤلفًا ومولعًا بالتعرف على تاريخ الماضي. كان تأليف الكتب المدرسية أولى أعماله.
أنتج، بين عامي 1825 و1827، رسومات توضيحية متنوعة، وجداول زمنية، وغير ذلك، عن التاريخ الحديث. تُعد مختصراته للموضوعات، المنشورة عام 1827، وهي كتب جيدة ودقيقة، أفضل بكثير من أي شئ نُشر قبلها، إذ كُتبت بأسلوب رصين ومثير للاهتمام. عُين، في العام نفسه، كمحاضر في مدرسة المعلمين العليا.
بعد أربع سنوات، أظهر كتاب مدخل إلى التاريخ العالمي (1831) أسلوبًا مختلفًا تمامًا، إذ أظهر خصوصية الكاتب وسلطته الأدبية في تحقيق أكبر استفادة، وأظهر كذلك، وفقًا لموسوعة بريتانيكا (الطبعة الحادية عشرة)، «صفات ميشليه الاستشرافية الفريدة، التي جعلت منه أحد أكثر المؤرخين إثارة، وأحد أكثرهم جدارة (ليس في ما يخص الحقائق، التي لم يحرفها عن قصد، بل في ما يخص طريقة العرض)».

## المقبرة
دُفن ميشليه في بلدية هييريس، بعد وفاته بها، إثر إصابته بنوبة قلبية في 9 فبراير 1874. منحت محكمة باريس، بناء على طلب أرملته، الإذن باستخراج جثمانه في 13 مايو 1876. وصل تابوته، في 16 مايو، لإعادة دفنه في مقبرة بير لاشيز في باريس. شُيد نصبه التذكاري بالمقبرة، من تصميم المهندس المعماري جان لويس باسكال، عام 1893 باشتراكات عامة.

## الأسرة
كانت زوجته الثانية، أثيناس ميشليه، التي عاشت من بعده، معلمة في سانت بطرسبرغ. تراسلت معه بسبب إعجابها الشديد بأفكاره، واعتزما الخطبة قبل أن يروا بعضهم البعض. ساعدته في عمله وكانت تستعد لتأليف عمل جديد، بعنوان الطبيعة، وقت وفاته.

## روابط خارجية
- جول ميشليه على موقع الموسوعة البريطانية (الإنجليزية)
- جول ميشليه على موقع إن إن دي بي (الإنجليزية)